# Sofim 8140-motor
Sofim 8140-motoren var en serie af dieselmotorer fremstillet af den italienske motorfabrikant Sofim, et datterselskab af Fiat, mellem 1977 og 2006. Serien dækkede et slagvolumeområde fra cirka 2,0 til 2,8 liter og benyttedes fortrinsvis i erhvervskøretøjer, men også i personbiler af forskellige fabrikater, blandt andet Renault som kaldte motoren Type S.

## Versioner

### 8140 (2,0 liter)
Den første version af 8140 blev fremstillet fra 1977, og leverede med et slagvolume på 2,0 liter (1995 cm³) 44 kW (60 hk). Motoren benyttedes fra 1978 i Fiat 131 CL Diesel 2000.

### Sofim 8140.x1 (2,4 liter)
8140.x1-motoren har en boring og en slaglængde på 93 x 90 mm, svarende til et slagvolume på 2445 cm³.

#### 8140.61/8144.61
8144.61 var en 2,4-liters sugemotor, af Renault benævnt S8U-730 og S8U-731 og fandtes i to udførelser.
Den ene ydede 49 kW (66 hk) ved 3800 omdr./min. med mekanisk indirekte indsprøjtning fra Bosch og monteret i følgende bilmodeller:
- Renault Trafic Mk1 2,4 Diesel (1981−1989)
- Renault Master Mk1 B70 (1981−1989)

I 1990 blev motoren optimeret til 51 kW (69 hk) ved 3900 omdr./min., hvorefter den af Renault blev omdøbt til S8U-720 og S8U-722.
Den anden udførelse havde 53 kW (72 hk) ved 4200 omdr./min. og et maksimalt drejningsmoment på 141 Nm ved 2400 omdr./min. og benyttet i:
- Fiat 131 2500 diesel (1978−1983)[2]
- Fiat 132 2500 diesel (1978−1981)
- Fiat Argenta diesel (1981−1985)
- Fiat Campagnola 2,4 Diesel (1979−1987)
- Fiat Ducato (1981−1989)
- Iveco Daily Mk1 2,5D (1978−1990)
- Peugeot J5 2,4 Diesel (1981−1992)
- Citroën C25 2,4 Diesel (1981−1992)
- UAZ 469 2,4 diesel

#### 8140.21/8144.21
Denne version havde turbolader og direkte indsprøjtning, men uden intercooler. Motoren ydede 70 kW (95 hk) ved 4100 omdr./min. og havde et maksimalt drejningsmoment på 217 Nm ved 2300 omdr./min. Motoren blev af Renault benævnt S8U-750 og blev benyttet i:
- Fiat Ducato Mk1 2,5 TD (1981−1989)
- Iveco Turbodaily Mk1 2,5 (1980−1990)
- Peugeot J5 2,4 turbodiesel (1981−1990)
- Citroën C25 2,4 turbodiesel (1981−1990)
- Renault Master Mk1 B90 (1986−1990)

#### 8144.81
8144.81 var en turboladet version med indirekte indsprøjtning og 66 kW (90 hk).
Applikationer:
- Fiat Argenta turbodiesel (1983−1985)

#### 8144.91
Ligesom 8144.81, men med intercooler og 74 kW (101 hk).
Applikationer:
- Fiat Croma 2,4 turbodiesel (1985−1989)
- Lancia Thema 2,4 turbodiesel (1984−1988)

### Sofim 8140.x7 (2,5 liter)
8140.x7-serien blev introduceret i 1989 og havde fået øget sin slaglængde til 92 mm, hvilket øgede slagvolumet til 2499 cm³.

#### 8140.07
8140.07 var sugeudgaven med indirekte indsprøjtning og en effekt på 55 kW (75 hk) ved 4200 omdr./min. Motoren blev benyttet i følgende bilmodeller:
- Fiat Ducato Mk1 2,5 D (1989−1994)
- Iveco Daily Mk2 2,5 D (1990−1994)
- Renault Trafic Mk1 2,5 D (1990−1994)
- Renault Master Mk1 2,5 D (1990−1997)

En optimeret version med 59 kW (80 hk) ved 4000 omdr./min. blev benyttet i Renault Master Mk2 2,5 D 1998−2001.

#### 8140.27
8140.27 var en turboladet version uden intercooler. Den afløste 8140.21 i 1989 og ydede 76 kW (103 hk) ved 3800 omdr./min. og et maksimalt drejningsmoment på 225 Nm ved 2000 omdr./min. Motoren blev benyttet i:
- Fiat Ducato Mk1 2,5 TD (1989−1994)
- Fiat Ducato Mk2 2,5 TD (1994−1999)
- Iveco Turbodaily Mk2 2,5 (1989−1994)
- Peugeot J5 2,5 TD (1989−1994)
- Citroën C25 2,5 TD (1989−1994)

En neddroslet version med 69 kW (94 hk) ved 3800 omdr./min. blev benyttet i:
- Renault Trafic Mk1 2,5 TD (1989−1995)
- Renault Master Mk1 2,5 TD (1989−1997)

#### 8140.47
8140.47 var en modificeret version af 8140.27, med intercooler. Den maksimale effekt var 85 kW (116 hk) ved 4000 omdr./min. og drejningsmomentet 245 Nm ved 2000 omdr./min. Denne motor blev benyttet i følgende bilmodeller:
- Fiat Ducato Mk2 2,5TDI (1994−2002)
- Iveco Turbodaily 2,5 TDI (1994−2000)
- Peugeot Boxer 2,5 TDI (1994−2002)
- Citroën Jumper 2,5 TDI (1994−2002)
- Renault Master Mk1 2,5 TDI (1994−1997)
- Opel Movano Mk1 2,5 TDI (1999−2001)
- Nissan Interstar 2,5 TDI (1999−2001)

#### 8140.47R
8140.47R var identisk med 8140.47, men udstyret med oxidationskatalysator. Motoren ydede 80 kW (109 hk) ved 3800 omdr./min. og havde et drejningsmoment på 256 Nm ved 2000 omdr./min, og benyttedes fra 1994 til 2002 i Fiat Ducato II 2,5 TDI.

#### 8140.67
8140.67 var en sugeudgave med 62 kW (84 hk), benyttet i Fiat Ducato II 2,5 D fra 1994 til 1998.

#### 8144.67
8144.67 var en sugeudgave med 55 kW (75 hk), benyttet i følgende biler:
- Fiat Ducato Mk1 2,5 D (1989−1994)
- Fiat Croma 2,5 D (1989−1994)

#### 8144.97
8144.97 havde turbolader, intercooler, indirekte indsprøjtning og en maksimal effekt på 85 kW (116 hk).
Applikationer:
- Lancia Thema 2,5 turbodiesel (1988−1994)
- Fiat Croma 2,5 turbo diesel (1989−1993)
- Renault Safrane 2,5 RNdt / FTDU / RXEdt (1993−1995)

#### 8144.97Y
8144.97Y var identisk med 8144.97, men med elektronisk styret indsprøjtningspumpe og katalysator.
Applikationer:
- Fiat Croma 2,5 turbo diesel (1993–1996)

### Sofim 8140.x3 (2,8 liter)
8140.x3-motoren blev introduceret i 1996 sammen med anden generation af Renault Master og var en kraftigt revideret version af 2,5'eren. Boringen og slaglængden var 94,4 x 100 mm, og slagvolumet 2799 cm³.

#### 8140.63
8140.63 var sugeudgaven med indirekte indsprøjtning og 64 kW (87 hk), benyttet i:
- Fiat Ducato Mk2 2,8 D (1996−1999)
- Iveco Daily Mk2 2,8 D (1996−1999)
- Renault Master Mk2 2,8 D (1996−2001)
- Renault Mascott 90 (2000−2003)

#### 8140.23
8140.23 var en turboudgave med direkte indsprøjtning, men uden intercooler, med et kompressionsforhold på 18,5:1 og en maksimal effekt på 76 kW (103 hk) ved 3600 omdr./min. og et maksimalt drejningsmoment på 240 Nm ved 1900 omdr./min. Motoren blev benyttet i følgende bilmodeller:
- Fiat Ducato Mk2 2,8 TD (1996−2002)
- Iveco Turbodaily Mk2 2,8 TD (1996−2000)
- Peugeot Boxer Mk1 2,8 TD (1996−2000)
- Citroën Jumper Mk1 2,8 TD (1996−2000)
- Renault Master Mk1 2,8 TD (1996−1997)
- Renault Master Mk2 2,8 TD (1998−2002)
- Opel Movano Mk1 2,8 TD (1999−2000)
- Nissan Interstar Mk1 2,8 TD (1999−2002)

#### 8140.43
8140.43 adskilte sig fra 8140.23 gennem den monterede intercooler, hvilket øgede den maksimale effekt til 90 kW (122 hk) ved 3600 omdr./min. og det maksimale drejningsmoment til 270 Nm ved 1800 omdr./min. Motoren blev benyttet i:
- Fiat Ducato Mk2 2,8 TDI (1996−1999)
- Iveco Daily Mk2 2,8 TDI (1996−2000)
- Peugeot Boxer Mk1 2,8 TDI (1996−2000)
- Citroën Jumper Mk1 2,8 TDI (1996−2000)
- Renault Master Mk1 2,8 TDI (1996−1997)
- Renault Master Mk2 2,8 TDI (1998−2002)
- Opel Movano 2,8 DTI (2000−2002)

#### 8140.43S
8140.43S var baseret på 8140.43, men udstyret med commonrail-indsprøjtning hvilket øgede den maksimale effekt til 94 kW (128 hk) ved 3600 omdr./min. og det maksimale drejningsmoment til 285 Nm ved 1800 omdr./min.
Applikationer:
- Fiat Ducato Mk2 2,8 JTD (1999−2005)
- Iveco Daily Mk3 2,8 JTD (2000−2006)
- Peugeot Boxer Mk1 2,8 HDi (2000−2005)
- Citroën Jumper Mk1 2,8 HDi (2000−2005)
- Renault Master Mk2 2,8 dCi (2000−2002)
- Renault Mascott 130 (2000−2003)
- Opel Movano Mk1 2,8 CDTI (2000−2002)
- Nissan Interstar 2,8 dCi (2000−2002)

#### 8140.43C
8140.43C var en neddroslet version af 8140.43S, som afløste 8140.23 og havde en maksimal effekt på 78 kW (106 hk) ved 3600 omdr./min. og et drejningsmoment på 260 Nm ved 1800 omdr./min. Den blev benyttet i Renault Mascott 110 i årene 1999 til 2004.

#### 8140.43N/8140.43K
Denne motor var magen til 8140.43S men havde en turbolader med variabel geometri. På denne måde steg den maksimale effekt til 107 kW (146 hk) ved 3600 omdr./min. og det maksimale drejningsmoment til 320 Nm ved 1500 omdr./min.
Applikationer:
- Citroën Jumper Mk2 2,8 HDi (2004−2006)
- Fiat Ducato Mk2 2,8 JTD POWER (2004−2006)
- Peugeot Boxer Mk2 2,8 HDi (2004−2006)
- Iveco Daily Mk2 2,8 JTD POWER (2000−2006)
- Renault Mascott 140 (1999−2004)